# Jorge Fonseca
Jorge Ivayr Rodrigues da Fonseca (ur. 30 października 1992) – portugalski judoka. Brązowy medalista olimpijski z Tokio (2020), siedemnasty w Rio de Janeiro (2016) i dziewiąty w Paryżu (2024). Walczył w wadze półciężkiej.
Mistrz świata w 2019 i 2021, piaty w 2024, siódmy w 2018 i 2022; uczestnik zawodów w 2013, 2014 i 2017. Startował w Pucharze Świata w latach 2013-2015, 2017 i 2022. Drugi w drużynie na igrzyskach europejskich w 2019 i piąty w 2015. Brązowy medalista mistrzostw Europy w 2020 roku.

## Letnie Igrzyska Olimpijskie 2016
| Konkurencja | Eliminacje                      | Eliminacje            | Klas. końcowa |
| Konkurencja | Przeciwnik I                    | Przeciwnik II         | Miejsce       |
| ----------- | ------------------------------- | --------------------- | ------------- |
| 100 kg      | Mohammad Tawfiq Bakhshi (AFG) Z | Lukáš Krpálek (TCH) P | 17.           |

## Letnie Igrzyska Olimpijskie 2020
| Konkurencja | Eliminacje             | Eliminacje            | Finały             | Finały                 | Klas. końcowa |
| Konkurencja | Przeciwnik I           | Przeciwnik II         | 1/2                | o 3 miejsce            | Miejsce       |
| ----------- | ---------------------- | --------------------- | ------------------ | ---------------------- | ------------- |
| 100 kg      | Toma Nikiforov (BEL) Z | Nijaz Iljasow (ROC) Z | Cho Gu-ham (KOR) P | Shady El Nahas (CAN) Z | 3.            |